# Nawat Phumphothingam
Nawat Phumphothingam (ณวัชร์ พุ่มโพธิงาม), noto anche con lo pseudonimo di White (ไวท์) (2 giugno 1995), è un attore televisivo thailandese, conosciuto in particolare per l'interpretazione di Phun in Love Sick: The Series - Rak wun wai run saep.

## Filmografia

### Televisione
- Love Sick: The Series - Rak wun wai run saep - serie TV (2014-2015)
- Wifi Society - serie TV, episodio 6 (2015)
- Run phi Secret Love - serie TV (2016-2017)
- War of High School - Songkhram hai sakhun - serie TV (2016)
- Little Big Dream - Khwam fan an sungsut - film TV (2016)
- U-Prince Series - serie TV (2017)
- Water Boyy: The Series - serie TV (2017)
- Mint to Be - Nai nanlae... khu thae khong chan - serie TV (2018)
- Beauty Boy - Phuchai kai suai - serie TV (2018)[1]
- ReminderS - miniserie TV (2019)
- Theory of Love - Thribsadee jeeb ter - serie TV (2019)
- Girl Next Room - serie TV (2020)
- A Tale of Thousand Stars - serie TV (2021)
- Theory of Love: Stand by Me - speciale TV (2020)
- The Player - serie TV (2021)
- Cupid's Last Wish - serie TV (2022)

## Programmi televisivi
- Tài yǒumíng - Thai Famous (varie piattaforme web, 2018) - concorrente terza edizione[2]

## Discografia

### Singoli
- 2014 - Hua jai mee piang ter (con Chonlathorn Kongyingyong)[3]